# لویجی مولتراسیو

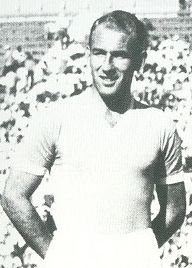
لویجی مولتراسیو، فوتبالیست اهل ایتالیا

لویجی مولتراسیو (به ایتالیایی: Luigi Moltrasio) بازیکن فوتبال و اهل ایتالیا است که از سال ۱۹۵۴ میلادی عضو تیم ملی فوتبال ایتالیا بوده و در ۳ بازی ملی حضور داشته‌است. او در بازی‌های ملی‌اش گلی به ثمر نرساند.
لویجی مولتراسیو آخرین بازی ملی خود را در سال ۱۹۵۴ میلادی انجام داد.